# Isla del Toro
Isla del Toro (también escrito Isla El Toro) es una isla que pertenece al país centroamericano de Honduras, ubicada en el Golfo de Fonseca, parte del Océano Pacífico. Administrativamente depende del departamento de Valle, del municipio de Nacaome y del Aldea de El Tular al sur de Honduras. Se localiza en las coordenadas geográficas 13°21′54″N 87°33′28″O / 13.36500, -87.55778 justo 670 metros al norte de la Isla Gueguensi, 90 kilómetros al suroeste de la capital, Tegucigalpa.